# 馬拉韋國家公園
馬拉韋國家公園（法語：Parc national de la Marahoué）是西非國家科特迪瓦的國家公園，位於阿比讓西北350公里，佔地1,000平方公里，成立於1968年，樹林覆蓋率在過去6年間因人類破壞而大幅減少93%，野生動物有非洲象、水牛等。得名自马拉韦河。